# 湄江
湄江，是中国长江流域的一条河流，汇入湘江，属于乌江水系。河长114千米，流域面积2435平方千米，多年平均流量42立方米每秒。自然落差334米。